# كأس تونس لكرة السلة للسيدات 2022–23
كأس تونس لكرة السلة للسيدات 2022–23 هو الموسم رقم 58 من كأس تونس لكرة السلة للسيدات.
فاز بهذا الموسم الشبيبة الرياضية بالمنازه.

## روابط خارجية
- الموقع الرسمي للجامعة التونسية لكرة السلة.